# تنباکوی بالدار
تنباکوی بالدار(نام علمی: Nicotiana alata) یا تنباکوی یاس ، گل توتون و تنباکوی فارسی نام یک گونه از تیره بادنجانیان است. این گیاه بومی جنوب برزیل و شمال آرژانتین می باشد.